# Église Notre-Dame-de-l'Assomption de Beaucamps-le-Jeune
L'église Notre-Dame-de-l'Assomption de Beaucamps-le-Jeune est une église catholique située sur le territoire de la commune de Beaucamps-le-Jeune, dans le département de la Somme, au sud-ouest d'Amiens.

## Historique

### Construction et reconstruction de l'église
Les documents anciens nous apprennent qu'en 1300 une église existait. Une reconstruction eut lieu au XVe siècle pour agrandir celle du XIIIe siècle. L'église fut détruite par un incendie en 1704. Quelques années plus tard, une nouvelle église est construite et il faut attendre 1736 pour voir le clocher installé (sur la charpente du clocher, gravée dans les poutres la date de 1736 est visible), sans vitraux. À la base de la construction, il n'y avait pas de vitraux ; ce n'est qu'en 1850 que des familles argentées en firent poser autour de l'église. La famille Baude  et la famille de Mazis sont ces donateurs. Ces vitraux représentent l'Annonciation, la Visitation, l'Assomption, et saint Louis portant la couronne d'épines. Plus tard, vers 1910, un nouveau vitrail, plus grand que tous les autres, fut posé dans le chœur représentant Jésus en croix avec Marie (couleurs dominantes : bleu et vert).

### Confrérie de la vraie croix
Une relique de la croix de Jésus est conservée dans l'église, ramenée par un seigneur de Beaucamps, en revenant des croisades. Une confrérie d'hommes existant depuis un temps immémorial escorte cette relique aux principales fêtes, ces membres ont comme marque distinctive un chaperon blanc et rouge parsemé de croix de Malte de mêmes couleurs. Quand un membre meurt, les confrères portent son corps à l'église et au cimetière, et sonnent chacun une volée en son honneur. Cette coutume n'est plus d'actualité depuis plusieurs dizaines d'années.

### Les cloches
Un peu d'histoire : en 1620, Jacques de Runes seigneur de Beaucamps fit don de deux cloches à l'église, et en 1699 Charlotte Le Normand, épouse de Louis Godefroy, comte d'Estrades fit fondre une troisième cloche. Anéanties lors de l'incendie de 1704, deux cloches furent reconstituées en 1724 aux frais de Charlotte Le Normand, et une autre cloche fut coulée en 1731. Ces cloches subsistèrent jusqu'à la Révolution française. 
Celles en place aujourd'hui datent de 1841 et 1882. La grosse cloche sur laquelle est inscrit : j'ai été bénite par M Gonse, curé, et nommée Julie Olympe par M Adrien Bruneau en l'an 1841. COUSSOT, propriétaire et maire, et dame Olympe Rougemas (marraine) épouse de Michel Fournier, propriétaire.
La moyenne cloche sur laquelle est inscrit : « L'an 1882 j'ai été bénite par M Delormel doyen d'Hornoy et nommée  Marie Guillaume par M Guillaume des Mazis et demoiselle Marie des Mazis. Charles Piteux curé, Isidore Bourgois maire », cette cloche pèse 471 kg. 
La petite cloche sur laquelle est inscrit : « j'ai été bénite par M Gonse curé et nommée Eléonore, Alexandrine par M Jean Baptiste Desire, en l'an 1841, Talva propriétaire, et dame Alexandrine Boyenval (marraine) épouse de M Bruneau Baude propriétaire et adjoint ». Quelques informations sont encore disponibles allant du XIIIe siècle au XVIe siècle.

## Caractéristiques

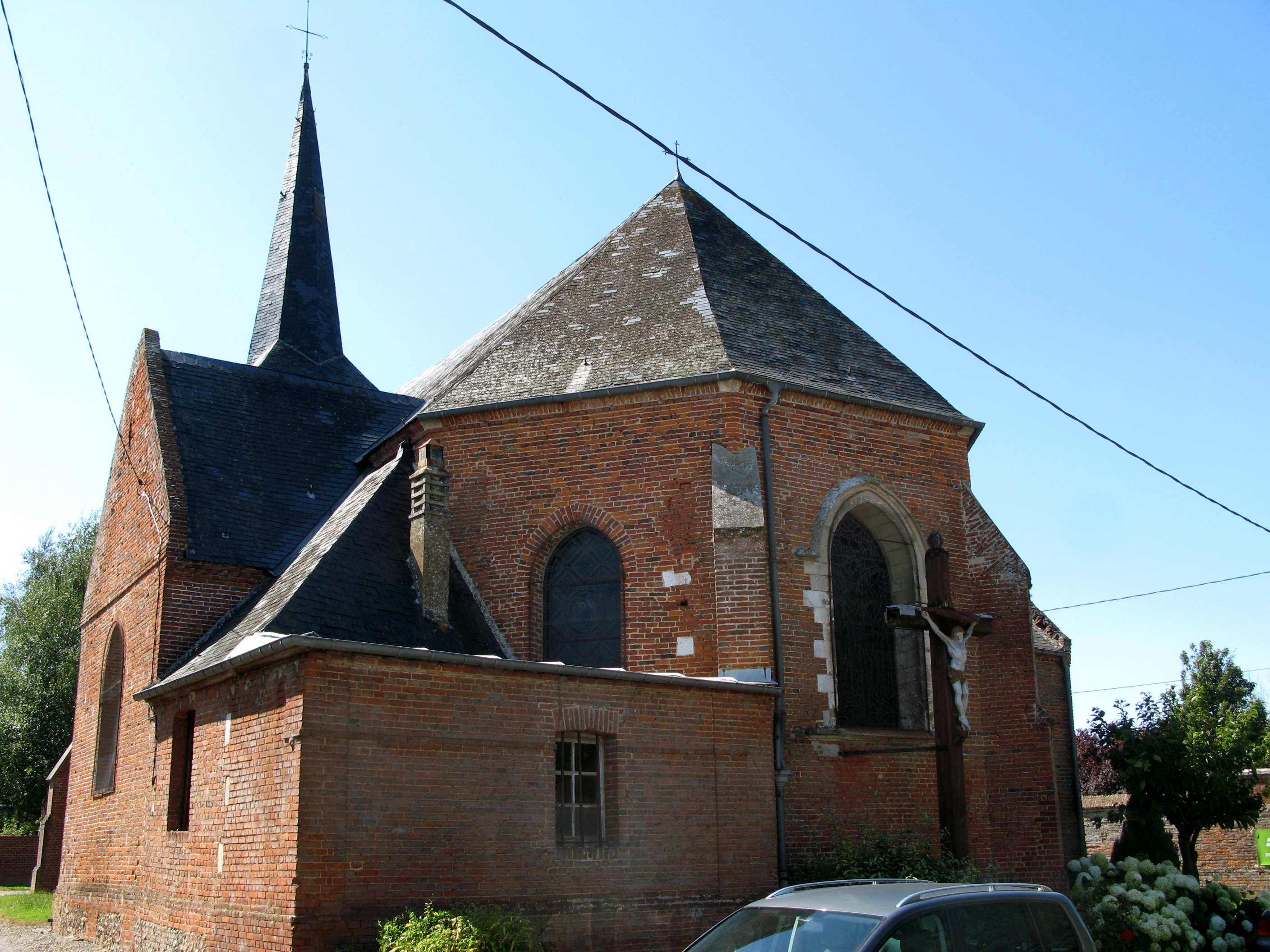
Le chevet de l'église.

L'église construite en brique est d'une grande simplicité architecturale. La façade renforcée par quatre contreforts est percée d'un portail surmonté d'un auvent au dessus duquel se trouve une petite fenêtre en arc en plein cintre. Cette façade se termine par un fronton triangulaire sans aucune décoration ni ouverture.
Un clocher à base quadrangulaire domine la première travée de la nef. Il est terminé par une flèche couverte d'ardoise. Un transept et un chœur en abside prolongent la nef.
L'église conserve un certain nombre d'objets protégés par les monuments historiques, au titre d'objet : inscription par arrêté du 8 mars 1982.
- un reliquaire de la Vraie Croix, en bois d'ébène et cuivre doré ;
- un tableau du XVIIe siècle représentant sainte Geneviève ;
- un maître-autel et un autel latéral du XVIIIe siècle ;
- fonts baptismaux, confessionnal, chaire à prêcher, lutrin du XVIIIe siècle ;
- groupe sculpté en plâtre peint, représentant La Charité de saint Martin du XIXe siècle.